# Серђо Парисе
Серђо Парисе (енгл. Sergio Parisse; 12. септембар 1983) професионални је рагбиста, аргентинског порекла који игра за репрезентацију Италије и за Стад Франс. Серђо Парисе је најбољи италијански рагбиста свих времена, два пута је био у ужој конкуренцији за добијање признања, за најбољег рагбисту на свету (енгл. World rugby player of the year).

## Биографија
Висок 196 цм, тежак 112 кг, Парисе игра на позицији број 8 - Чеп (енгл. Number 8) и један је од најбољих на свету на овој позицији. У каријери је пре Стад Франса играо за Бенетон Тревизо (рагби јунион). За репрезентацију Италије је одиграо 114 тест мечева и постигао 68 поена.